# Granbergsdals kapell
Granbergsdals kapell är ett kapell i Granbergsdal norr om Karlskoga.
Byggnaden blev ett kapell 1915, men var dessförinnan lager och handelsbod som uppfördes 1875. En tid fungerade byggnaden även som biograf.
Kapellet är ett kyrkligt kulturminne.